# Great Cressingham
Great Cressingham is een civil parish in het bestuurlijke gebied Breckland, in het Engelse graafschap Norfolk met 421 inwoners.